# Jan Thyszoon Payart
Jan Thyszoon Payart est le 2e gouverneur du Ceylan néerlandais.

## Biographie

### Gouverneur de Ceylan
Sous son mandat, la fort de Galle a considérablement été renforcé, et devint imprenable.